# Benjamin Francis Leftwich
Benjamin Francis Leftwich (York, 4 settembre 1989) è un cantautore britannico.
Leftwich ha pubblicato il suo primo album Last Smoke Before the Snowstorm nel 2011, che ha raggiunto la posizione 35 nelle classifiche del Regno Unito. Nel febbraio 2016 ha annunciato il suo secondo album After the Rain sulla sua pagina Facebook, pubblicato il 19 agosto 2016.

## Biografia
L'album di debutto di Leftwich è stato pubblicato nel luglio 2011. The Fly lo ha definito "un debutto maestoso", mentre il Sunday Express lo ha definito "adorabile". Hazel Sheffield, scrivendo sul The Guardian gli diede una valutazione 3/5. La canzone "Shine" di Leftwich è stata nominata la traccia più avvincente di Spotify del 2014. Leftwich ha venduto più di 100 000 copie dell'album Last Smoke.
Il suo secondo album, After the Rain, è stato distribuito nell'agosto del 2016. Con l'uscita dell'album ha intrapreso un lungo tour da aprile 2016 ad agosto 2017, esibendosi in Regno Unito, Canada, Stati Uniti, Cina, Svezia, Danimarca, Germania, Paesi Bassi e in Asia ad Hong Kong, Singapore e in Indonesia.

## Discografia

### Album in studio
- 2011 – Last Smoke Before the Snowstorm
- 2016 – After the Rain
- 2019 - Gratitude

### EP
- 2010 – A Million Miles Out
- Pictures
- In the Open

### Singoli
- "Box of Stones"
- "Atlas Hands"
- "Pictures"
- "Shine"
- "Tilikum"
- "Mayflies"
- "Summer"
- "Groves